# Догнеча
Догнеча (рум. Dognecea) насеље је у Румунији у округу Караш-Северин у општини Догнеча. Oпштина се налази на надморској висини од 281 m.

## Историја
По аустријском царском ревизору Ерлеру 1774. године место "Догначка" је био у саставу Карашовског округа, Вршачког дистрикта. То је насеље које има римокатоличку цркву, поштанску станицу, рудник бакра, а становништво је измешано Немачко и Влашко.

## Становништво
Према подацима из 2002. године у насељу је живело 2044 становника.

### Попис2002.
| Расподела становништва по националности 2002.‍ | Расподела становништва по националности 2002.‍ | Расподела становништва по националности 2002.‍ | Расподела становништва по националности 2002.‍ | Расподела становништва по националности 2002.‍ |
| --------------------------------------------- | --------------------------------------------- | --------------------------------------------- | --------------------------------------------- | --------------------------------------------- |
|                                               |                                               |                                               |                                               |                                               |
| Румуни                                        | Румуни                                        |                                               | 1.867                                         | 91,4%                                         |
| Мађари                                        | Мађари                                        |                                               | 8                                             | 0,4%                                          |
| Роми                                          | Роми                                          |                                               | 25                                            | 1,2%                                          |
| Немци                                         | Немци                                         |                                               | 131                                           | 6,4%                                          |
| Хрвати                                        | Хрвати                                        |                                               | 11                                            | 0,5%                                          |

### Хронологија
| Година       | 1992 | 1993 | 1994 | 1995 | 1996 | 1997 | 1998 | 1999 | 2000 | 2001 | 2002 | 2003 | 2004 | 2005 | 2006 | 2007 | 2008 | 2009 | 2010 | 2011 | 2012 | 2013 | 2014 | 2015 | 2016 | 2017 |
| ------------ | ---- | ---- | ---- | ---- | ---- | ---- | ---- | ---- | ---- | ---- | ---- | ---- | ---- | ---- | ---- | ---- | ---- | ---- | ---- | ---- | ---- | ---- | ---- | ---- | ---- | ---- |
| Становништво | 2232 | 2182 | 2164 | 2138 | 2141 | 2137 | 2161 | 2146 | 2158 | 2136 | 2131 | 2152 | 2155 | 2153 | 2129 | 2080 | 2118 | 2127 | 2121 | 2130 | 2127 | 2143 | 2129 | 2150 | 2174 | 2171 |